# Lytta limbata
Lytta limbata is een keversoort uit de familie van oliekevers (Meloidae). De wetenschappelijke naam van de soort is voor het eerst geldig gepubliceerd in 1844 door Ludwig Redtenbacher in Hügel.